# تاريخ مدينة كييف
تاريخ كييف – تعد كييف هي أكبر مدينة في اوكرانيا ويرجع تاريخها إلى أكثر من 1200 سنة. ووفقا للسجلات التاريخية والتي ورد بها ان بناء كييف كان عن طريق الاشقاء الثلاثة وهم: شكيم، خوديف بجانب شقيقتهم ليبديو. وقد جاء اسم كييف نسبة إلى اسم الشقيق الأكبر كيم وطبقا لقول الاسطورة فان القديس اندرو كان يتنبا باكتشاف كييف المدينة الكبيرة على ضفاف النهر الجبلية والتي تتمتع بموقع ممتاز وملائم للمستقبل.
ووفقا لبعض الافتراضات فانه لم يتحدد بعد موعد محدد لتاسيس المدينة والتي تعد أول مستوطنة سلافية موجودة في بداية القرن السادس على أراضي هذه المدينة الحديثة. وفي عام 882 أصبحت كييف هي عاصمة روس كييف وقد حدث بها اظدهار كبير في القرن العاشر والثاني عشر. وقد تم تدميرها وسقوطها في الدمار وذلك نتيجة الغزو المغولى لها. وفي القرون التالية حيث أصبحت كييف هي مركز الوحدات الإدارية لكلا من دوقية ليتوندا العظمى ورزبكزبوسبوليتا والدولة الروسية والتي تحولت بعد ذلك إلى الإمبراطورية الروسية.
وقد نمت كييف بشكل كبير خلال الثورة الصناعية في اواخر القرن التاسع عشر. وفي فترة الحرب الأهلية كانت المدينة هي مركز للعديد من النزاعات المسلحة. وقد تطرق هذا الصراع إلى عدة بلدان أوكرانية أخرى. وفي عام 1922 انضمت كييف إلى الاتحاد السوفيتي وفي عام 1934 أصبحت كييف هي عاصمة اوكرانيا السوفيتية. شهدت المدينة خلال الحرب العالمية تدمير كبير حيث أنها فقدت العديد من الآثار القديمة خلال فترة استالين والذي قام بإعادة اعمار وسط المدينة. وقد أصبحت كييف بعد الحرب هي ثالث أكبر مدينة سوفيتية بعد موسكو وبطرسبرج وتعد عاصمة للجمهورية السوفيتية الثانية من حيث عدد السكان. وبعد ذلك أصبحت كييف هي عاصمة اوكرانيا المستقلة بعد انهيار الاتحاد السوفيتي عام 1991 .

## عصر ما قبل التاريخ
تشير الحفريات الاثرية ان الابنية الاثرية في كييف توجد منذ 15 – 20 الف سنة. حيث يمثل كلا من العصر النحاسى (القرن النحاسى) والعصر الحجرى ثقافة طرابلس وقد قسم الباحثين الآثار والفترات التاريخية إلى ثلاث مراحل: البداية من (4500 – 3500) ق.م والفترة الوسطى من (3500- 2750) ق.م والفترة النهائية من (2750- 2000) ق.م. حيث تتميز مناطق الجنوب الغربى في العصر البرونزى بانها ذات الثقافة البيضاء. وفي النصف الثاني من الالفية قبل الميلاد تميزت اناءات هذا العصر بانها من العصر الحديدى والتي تنتشر في الجزء الشمال الغربى لكييف – وفي النصف الأول من الالفية قبل الميلاد كان يوجد العصر الحديدى في اقليم كييف الحديث وتتمثل حينذاك منطقة كييف بانها ذات الثقافة الاثرية المبكرة في القرون الوسطى وهذا ما يسمى أيضا ب «ثقافة كييف» والتي توجد في الغابات والسهول من نهر الدانوب السفلى في الغرب إلى الضفة اليسرى لنهر الدنيبر وتشرنيغوف في الشرق.

## اصل التسمية
لم تحصل «كييف» على أي تفسيرات جغرافية واضحة في مجال العلوم. وطبقا للسجلات التاريخية فان اسم هذه المدينة يأتي من اسم مؤسسها. وكما ورد في قصة «سنوات الماضي» حيث يقال أنه في بداية القرن الثاني عشر أسس مدينة كييف ثلاثة اشقاء وهم: شكيم، خوريفم، شقيقتهم ليبديو واعتبار المدينة هي مركز للقبيلة بالين. وسميت على اسم الشقيق الأكبر. وتتكون المدينة في ذلك الوقت من عدة ابنية وابراج. وهذا يعطى لنا مثال على نفس الاسطورة التي وردت في كتاب «تاريخ تارونا» للمؤلف الارمينى زنوبياغلوك والذي يشير إلى اصل تسمية كوار وهي «كييف» كانت تدعى بأسماء عديدة مثل: بالونى، بالين، كوار، مين تيم، خيران.
يوضع اصل التسمية بشكل عام ان أول سكان لمدينة كييف كانوا عمال يطلق عليهم اسم «كيان – كيان» وهم الذين عملوا على عبور نهر الدنيبر. وكانت العبارات «المراكب» لديهم ذات سطح خشبى وبها أعمدة تسمى ب «كيخ» وتتم قيادتها عبر الجزء السفلى بها. ومن المعروف ان هناك أسماء مشابهة لمدينة كييف في أراضي سلافية أخرى مثل «كيفو في كرواتيا»، «كايفيا في بولندا» ويعتبر اوميليان برتسارك الباحث بجامعة هارفارد ان اصل تسمية المكان هو اصل تركى أو يهودى. ويستند فردانسكى أيضا على فكرة أساس المدينة المشتركة.

## البداية التاريخية
تشير نتائج التنقيب الحفرى انه كان هناك بالفعل مستوطنات في القرن السادس والسابع على الضفة اليمنى لنهر الدنيبر والتي فسرت من قبل بعض الباحثين بانها حضرية «تنتمى إلى المدينة». حيث تم العثور على بقايا حصون وابنية سكنية وخزف وقوارير والعديد من المجوهرات والتي يعود تاريخهم إلى القرن السادس والسابع وبعض العملات البيزنطية للإمبراطور اناستاسيوس الأول (491 – 518) والإمبراطور جيستنيان الأول عام (527 – 565). وطبقا لهذا المفهوم منذ عام 1982 فانه يوجد احتفال سنوي بمرور 1500 عام على كييف ويعد ذلك عمل عظيم حتى الآن. ولكن يوجد مفهوم مناقض لمفهوم «يوبيل» حيث يعتقد جزء كبير من المؤرخين وعلماء الآثار انه تم إنشاء كييف سابقا لتكون المدينة في القرن التاسع والعاشر مشيرين إلى ان المعلومات الاثرية لا ترى أي أساس للتاكيد على الاستمرارية الوراثية للمدينة والمستوطنات بها للقرن الخامس والثامن. وفي القرن العاشر اندمجت المستوطنات المنفصلة في مستوطنة واحدة وكانت ذات طابع حضارى. واكد ستايكوفسكى طبقا للادلة التاريخية الواردة في ذلك الشان حيث يروى باختصار قصة فلاديمير ولوستك وكييف لمجلس جيديميناس ان الذي أسس إمارة كييف هو صاحب السمو الملكى الأمير كيم في عام 430.
وبالنسبة لمعظم فترات القرن التاسع فان كييف كانت منطقة غير مستقرة وذلك لوجود صراع المجرى والخزر. وطبقا لقصة «سنوات الماضى» فقد حكم رجال الأمن في النصف الثاني من القرن التاسع هو فاريجا روريك واسكولد ودير والذين حرروا المدينة واعطوها الاستقلال عن الخزر. وفي عام 882 قام الأمير أوليغ باحتلال نوفغورد بكييف وقام بنقل اقامته إلى هناك وقال: «الآن تستيقظ الام في راس المدينة» ومنذ ذلك اللحظة أصبحت كييف عاصمة الدولة الروسية القديمة. ومن الضررى في ذلك الوقت هو زيادة مجال البناء في كييف ويتضح ذلك من الموارد الاثرية الموجدة في أعلى المدينة في كلا من: بادول، جبل كريلوفسك، بيتشيرسك. وكان البناء يتم بشكل سريع وذلك بسبب زيادة عدد سكان المدينة الذين جاءوا من مناطق مختلفة من روسيا. ومكث السكان بالمجر في اقليم كييف الحديث وكان ذلك أثناء الترحيل من نهر الفولغا إلى ضفاف نهر الدانوب في نهاية القرن التاسع.
ويذكر ان إحدى الوثائق الأولى المذكور بها ان اسم كييف كانت بهذا الشكل (فايوب)فهي رسالة مكتوبة في القرن العاشر بالجاية اليهودية المحلية. ووجد اسمها في الكتابات العربية في نفس الفترة وتحمل اسم (ابن خوكل، استخرى واخرين). كييف (كويابا) تظهر كمركز واحد لبعض المجموعات الروسية جنبا إلى جنب مع نوفغورد وارسان (لكن النتقطة الأخيرة لم يتعرف عليها بوضوح) وفي جزء آخر من الرواية لنفس الكتاب فان اسم كييف يتعارض مع روس والتي تعكس على الارجح الوضع السابق لها. وفي المقالات البيزنطية «حول السيطرة على الامبراطورية» تظهر كييف انها غير سلافية ومن الممكن ان تكون من الخزر وتدعى «سمافاتس» وهذا طبقا لاحدى المقالات التي تعنى ب" التعزيز العلوى للمدينة".

## عاصمة روسيا (القرن التاسع والثاني عشر)

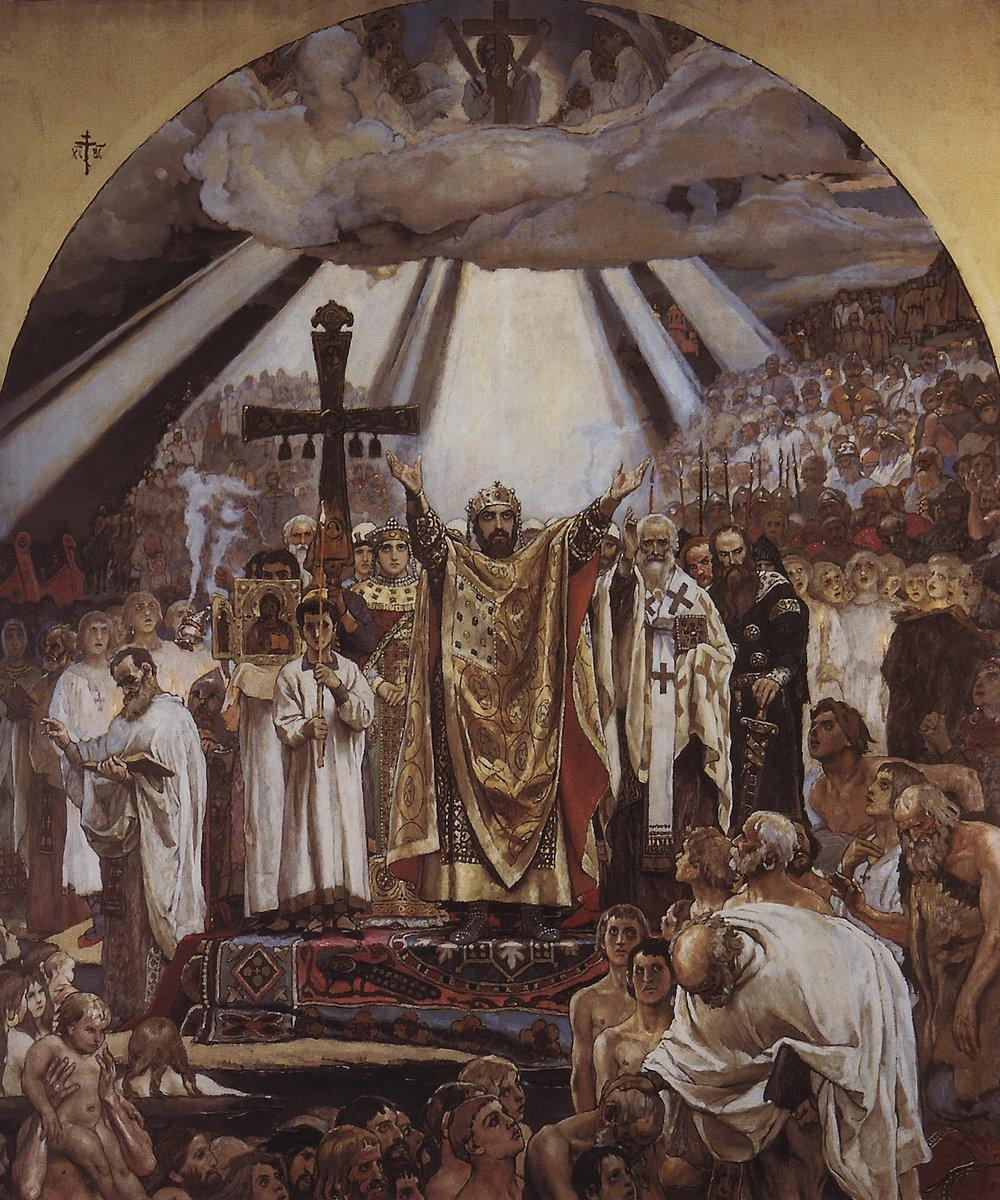
تعميد روسيا

بدءا من الاستيلاء على مدينة اوليغ وحتى النصف الثاني من القرن الثالث عشر كانت العاصمة هي كييف روس. يحكم كييث العظيمة الامراء التقليدين وامراء اخرين من الاراضى الروسية وكانت مائدة كييف هي الغرض الاساسى للتنافس داخل الاسرة الحاكمة. وفي عام 968 حيث صمدت المدينة امام حصار البيتشنغ وكانت كييف ذات دور كبير من حيث موقعها الممتاز للتحصين ضد اى اعتداء وهذه هي أكبر ميزة للمدينة حينذاك. وتذكر سجلات المدينة انه تم مقاطعة القلعة بعد غزو باتو عام 1240 .
وبامر من الأمير فلاديمير في عام 988 حيث امر بتعمد المدينة في نهر الدنيبر. واصبحت روسيا دولة مسيحية وتم تشيد مطرانية كييف والتي كانت توجد على حدود روسيا حتى عام 1458 . وفي عام 990 بدا بناء أول كنيسة حجرية في روسيا. وطبقا لتقاليد الكنيسة انها بنيت في مكان مقتل بيرفوموتشينك تيورد وابنه جون. وفي عام 1240 تم تدمير الكنيسة من قبل جحافل من توخان خلال غارة على كييف.
وقد تم بناء مدينة الجثث الاربعة في القرن التاسع والعاشر وكان الجزء الخاص بالامير تم تشيده أيضا من البيوت الحجرية. وكما ورد في قسة «سنوات الماضى» في النصف الأول من القرن العاشر وبدات الكنيسة في العمل كدور عبادة وكانت تسمى كاتدرائية القديس ايليا.
وفي عهد فلاديمير كان يقع قصر الأمير على حوالى ثلث اراضى كييف وكان مدخل القصر الرئيسي من الحجر غراد وبوابات من نوع (لاحقا – صوفيا – باتو). وتشغل اراضى دولة فلاديمير حوالى 10 -12 هيكتار. وتحتوى مدينة فلاديمير على اجزاء معدنية اسطوانية الشكل تتداخل في هيكلها الخشبى ولكنها تدمرت ولم يتم الحفاظ عليها حتى يومنا هذا.
وفي ذلك الوقت تم تدعيم كييف بعلاقات دولية واسعة مع الدولة البيزنطية وبلدان الشرق ودول الاسكندافية وأوروبا الغربية وتضمن المصادر الكتوبة والمواد الاثرية على ادلة مقنعة: حيث وجد في اراضى كييف حوالى 11 الف درهم في القرن السابع والعاشر ومئات من القطع النقدية الأوروبية البيزنطية والغربية، الوارير البيزنظية واعمال فنية عديدة أخرى من اصل اجنبى.
بعد وفاة الأمير فلاديمير حيث تولى العرش ابنه بوريس طبقا للوصية. ولكن الابن الآخر لفلاديمير وهو سفاتوبولك حيث نظم اغتيال بوريس ووريثه المحتمل الثاني جليب. ومع ذلك فقد انهزم سفاتوبولك من جيش ياروسلاف الحكيم في معركة بمدينة ليوبتش وبذلك فقد خسر حكم كييف وطلب المساعدة من الملكالولندى بوليسلاف. وافق ملك بولندا وذهب إلى كييف وهزم جيش ياروسلاف الحكيم على شواطئ نهر بوجا ودخل بوليسلاف مع سفاتوبولك إلى كييف. ولكن لم يستقبل سكان كييف الأمير الجديد. وفي عام 1018 حدثت الثورة ضد سفاتوبولك ونتيجة هذه الثورة فقد اعيد العرش إلى روسلاف مجددا.
وطبقا لقول المؤرخ الالمانى مرسبورغ فقد كانت بداية كييف في القرن الحادى عشر مدينة كبيرة تحتوى على 400 كنسية و 8 مراكز تجارية. واطلق على ادم بريمن في سن مبكر من سبعينات القرن الحادى عشر لقب «منافس من القسطنطينية» ووصلت كييف إلى «العصر الذهبى» قى منتصف القرن الحادى عشر في عهد ياروسلاف الحكيم. وقد زادت مساحة المدينة بشكل ملحوظ في عهده. بالإضافة إلى العائلة الملكية حيث ظلت الساحات موجودة على اراضى كييف وهي لابناء فلاديمير وغيرها من كبار الشخصيات (حوالى عشرة). وكان يوجد ثلاثة مداخل للمدينة: البوابة الذهبية، بوابة ليادسكى، بوابة جودوفسكى. وتذكر السجلات ان بناء مدينة ياروسلاف كانت قبل عام 1037 .
«وفي صيف عام 6545 (1037) أسس ياروسوف مدينة عظيمة في كييف وشيد البوابات الذهبية وقام ببناء كنيسة صوفيا المقدسة، العاصمة وكنيسة بوسيم للسيدة العذراء على هذه البوابة الذهبية».
وتقع مدينة ياروسلاف الحكيم على مساحة تزيد على 60 هكتار وكان يحيط بها خندق مائى بعمق 12 متر ويصل ارتفاع الدينة 3.5 متر ويصل عرضها في الأصل إلى 30 متر مع ارتفاع اجمالى من السور الخشبي يصل إلى 16 متر.

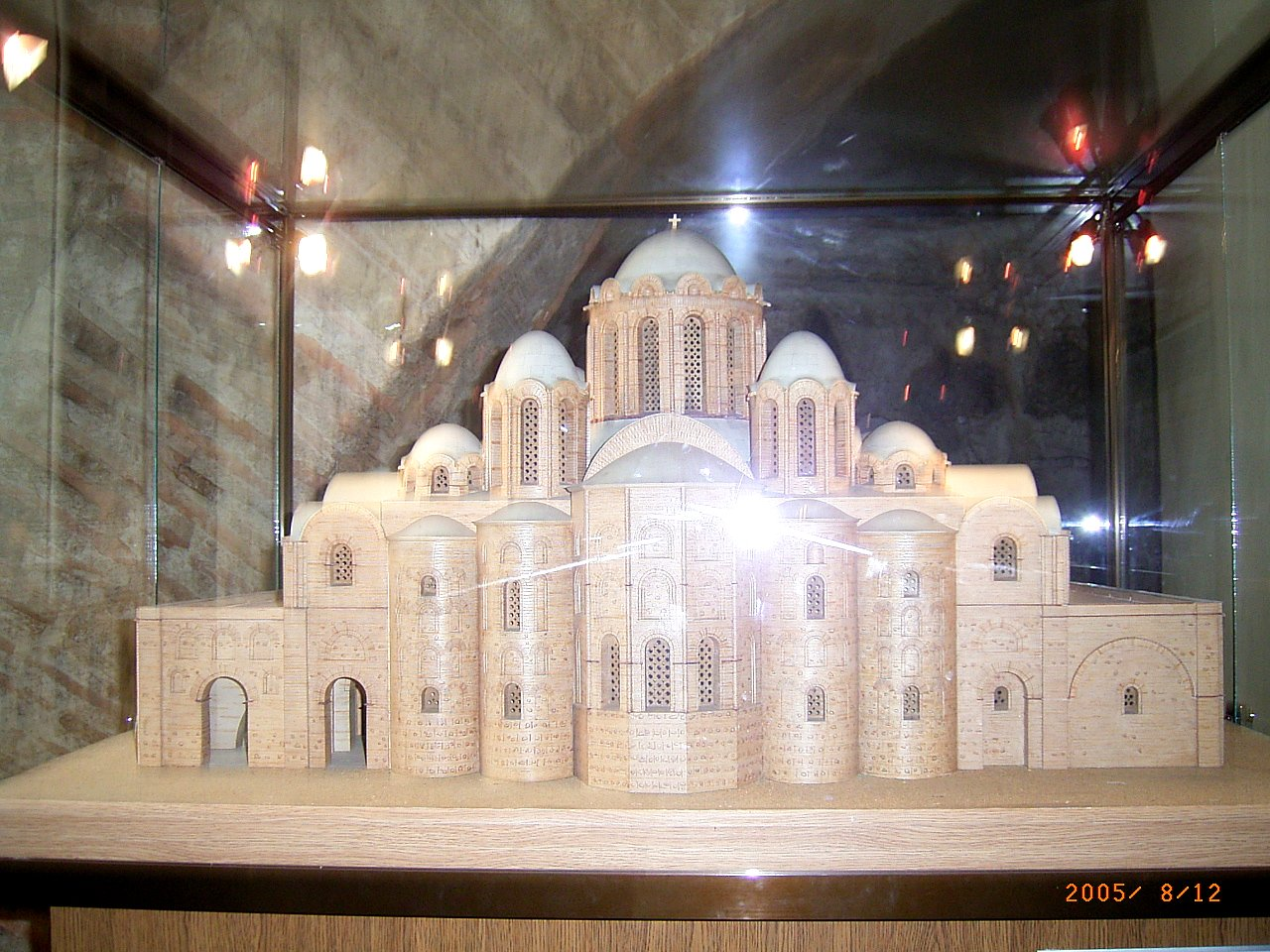
رسم تخطيطي لكاتدرائية صوفيا القديمة

في عهد ياروسلاف الحكيم بنيت كاتدرائية القديسة صوفيا مع العديد من الزخارف على الجدار والفسيفساء وتعد الأكثر شهرة على الإطلاق هي العذراء اورنس. وفي عام 1051 اجتمع الأمير ياروسلاف مع الاساقفة في كاتدرائية القديسة صوفيا وتم انتخاب المطران هيلاريون وهو أحد المواطنين المحليين الذي تظاهر من اجل الاستقلال عن الامبراطورية البيزنطية. وفي نفس العام اسس الراهب انتونى كهوف ما يسمى بكييف بيشيرسك افرا. وكان من مؤسسى دير الكهف هو واحد من اوائل طلاب انتونى – ثسودوسيوس.واهدى الأمير سفياتوسلاف دير فوق هضبة الكهف إلى ياروسلاف الثاني حيث ارتفع في وقت لاحق واصبح واحد من ضمن المعابد الحجرية المزين بالرسومات واللوحات والنقوش وغيرها من الزينة. وقد ارتبط الدير باسم المؤرخ نيستور والفنان اليبيا. وفي عام 1054 حيث بدات عملية الانشقاق وانصال الدول بين الشرق والغرب ولكن تمكنت كييف من الحفاظ على علاقتها الجديدة مع روما.
وبمرور الوقت ظهر الجزء الثالث القديم من مدينة كييف وظهر ما يسمى بمدينة سفياتوسلاف وازياسلاف وكان مركز هذا الدير تحت إدارة ميخائيل زالاتوف. وتم فصل هضبة ستاركيفسك من الوادى المنحدر والذي كان ملاصقا له جنبا إلى جنب ومرت هناك العديد من الوقائع حيث كان يوجد هناك الجمارك الروسية القديمة أيضا. وفي عام 1068 تم تنظيم خطاب ضد ازياسلاف وذلك بعد هزيمة القوات الروسية في معركة على نهر التا مع شعب الكومان. ونتيجة لذلك اضطر ازياسلاف على الفرار إلى بولوتسك والذي كان وقتها "فس سلف برياتشلف" الذي يتولى عرش للبلاد بشكل مؤقت.

## انهيار الدولة الروسية القديمة وتجزئة النظام الاقطاعى في (القرن الثاني عشر –عام 1240)
حدثت انتفاضة شعبية في كييف وذلك عقب وفاة الأمير سفاتوبولك ازسلافيتش عام (1113). ودعى كبار رجال المجتمع بكييف إلى اسناد السلطة إلى فلاديمير مونوماخ في (4 مايو 1113) وقام فلايمير بقمع هذه الانتفاضة ولكنه اضطر في نفس الوقت طبقا للبنود التشريعية للقانون ان يحسن من وضع الطبقات الفقيرة بالبلاد. ولذلك فقد تم إنشاء ما يسمى ب«ميثاق فلاديمير مونوماخ» أو «ميثاق ريزى» والذي دخل بعد ذلك كجزء في إصدار موسع من وثيقة «الحقيقة الروسية» وقد الغت لائحة هذا الميثاق نظام الاقتراض الربحى وذلك لتحديد شروط الاستبعاد دون التعدى على اسس العلاقات الإقطاعية وتيسير موقف كلا من المدينين والمشترين.
تتجسد العاصمة السلافية القديمة في عهد ياروسلاف وفلاديمير مونوماخ في الابنية وغياب القوة والصلابة وقتها وعلى النقيض الآخر فقط كانت لأول مرة في كييف القديمة تصميم الشوارع والساحات مع الاخذ في الاعتبار الحقوق التشريعية للسكان. وكانت أكبر مساحة في مدينة كييف القديمة هي منطقة تنحنح. وكانت تصل مساحتها إلى 200 هكتار في القرن الثاني عشر والثالث عشر وكانت المدينة تعرف أيضا بتحصيناتها وهو ما يطلق عليه لقب الدعائم أو الركائز وقد وردت هذه المعلومات في سجلات القرن الثاني عشر. حيث يوجد في وسط منطقة تنحنح «التجار» ويوجد حلوها المانى والاماكن الدينية الاثرية مثل: كنيسة بيروجش، كنيسة بوريس، كنيسة القديس ميخائيل. وكانت ضواحى المدينة والمبانى ذات طابع خاص ومميز لها وتتالف معظمها من طابقين. وكان الشيء الذي تحتاجه المدينة هو تخطيط الشوارع.
وكان الأساس الاقتصادى للمدينة هو: الإنتاج الزراعى والحرف والتجارة. حيث وجد في أراضي مدينة كييف القديمة بقايا من ورش العمل والفخار والمعادن والحديد وغير الحديد والحجارة والعظام والزجاج والخشب وغيرها من المواد. وكان ذلك هو أكبر دليل على وجود حرفين في القرن الثاني عشر بكييف وأكثر من 60 تخصص.
وامتلكت روسيا طاولة كييف وسيطرت عليها لسنوات عديدة امتدت لفترة طويلة وقدمت السلطة العليا إلى الاقطاعيين. وظلت كييف هي المركز السياسى الحقيقى للأراضي الروسية وبقيت على الأقل هكذا حتى وفاة فلاديمير مونوماخ وابنه مستيسلاف الكببير عام 1132 .